# U (voornaamwoord)
U is in het Nederlands een  persoonlijk voornaamwoord in de tweede persoon. Het is een van de mogelijke aanspreekvormen, waarmee de spreker zichzelf in dit geval ten aanzien van de aangesprokene een zekere afstandelijkheid en/of beleefdheid aanmeet. U staat hiermee in contrast tot de informelere en alledaagse vormen jij/jullie.
U kan zowel voor één persoon als voor een groep worden gebruikt. Het is daarnaast zowel de onderwerps- als de voorwerpsvorm. Het overeenkomende bezittelijk voornaamwoord is uw.

## Achtergrond
Het persoonlijk voornaamwoord "u" is in de 19e eeuw ontstaan als afkorting van "Uwe Edelheit", dat sinds de 17e eeuw steeds vaker in brieven werd gebezigd naarmate de oorspronkelijke beleefdheidsvormen jij/gij steeds gewoner werden en daardoor hun connotatie van beleefdheid en afstandelijkheid verloren.
In het Middelnederlands was het persoonlijk voornaamwoord du nog de gewone vorm voor de tweede persoon enkelvoud, met ghi (gij) zowel het meervoud als de beleefde vorm hiervan. Toen du steeds meer verdrongen werd door gij en jij, kwam er behoefte aan een nieuwe beleefde aanspreekvorm.  Zo kwam in de briefstijl van de 17e eeuw de vorm Uwe Edelheit op, vaak afgekort tot Uwe Edt, Uw(e) Ed., U Ed. en U E.. De vorm U E. werd in de 18e en 19e eeuw vaak gebruikt (in deftige kringen). Uit U E. (gesproken uwée, met de klemtoon op de tweede lettergreep) werd Uwe (gesproken uwe, met de klemtoon op de eerste lettergreep) en U. Dit geschiedde ook onder invloed van u, de voorwerpsvorm van gij.

## Gebruik
In het Nederlands drukt men over het algemeen beleefdheid, respect, eerbied en/of afstandelijkheid uit door iemand met u aan te spreken (ook wel bekend als vousvoyeren). Vanaf de tweede helft van de 20e eeuw is dit gebruik vooral in Nederland sterk afgenomen, desondanks wordt het nog steeds vaak als onbeleefd ervaren als men een vreemde zomaar tutoyeert. Aan de andere kant kan het gebruik van de beleefdheidsvorm in informelere situaties juist als ongepast gezien worden, omdat hiermee (soms onbedoeld) een zekere afstand tot de aangesprokene gecreëerd wordt. 
Het gebruik van de beleefdheidsvorm is in de meeste gevallen wederzijds, maar dat is niet noodzakelijkerwijs zo. In dat geval wordt een verschil, al dan niet groot van aard, uitgedrukt. Een voorbeeld daarvan is een ouder iemand die een aanmerkelijk jongere persoon tutoyeert, terwijl andersom niet hetzelfde gebeurt. Een typisch voorbeeld hiervan is de middelbare scholier die de docent met u aanspreekt, terwijl de docent van zijn kant de leerling met jij aanspreekt.
Het voornaamwoord u kan daarnaast nog op een negatieve manier worden gebruikt, als er sprake is van een onderling slechte verstandhouding. De spreker creëert in dat geval met u doelbewust de afstandelijkheid, om zich te distantiëren van de toegesprokene.

## Familiair gebruik
In Nederland komt het voor dat kinderen soms u mogen of moeten zeggen tegen de ouders en andere volwassen familieleden, vooral bij oudere generaties. Bij jongere generaties is dit gebruik vrijwel geheel verdwenen. In Vlaanderen wordt u in de spreektaal vaak tegenover familie en vrienden gebruikt, maar dan alleen als voorwerpsvorm "Ik zie u graag"/"Ik ga u een boek geven") en nooit als grammaticaal onderwerp. U is in dit geval de verbogen vorm van gij, in Vlaanderen juist een bij uitstek informele aanspreekvorm.

## Hoofdlettergebruik
Vroeger werd u in de regel met een hoofdletter geschreven (zoals nu nog het geval is met de overeenkomende vorm Sie in het Duits), maar deze schrijfwijze is in onbruik geraakt. Het door het Genootschap Onze Taal in 2007 uitgegeven Witte Woordenboek Nederlands geeft aan dat de hoofdletter mogelijk, maar niet verplicht is voor een vorst of godheid. In België wordt in zeer formele brieven u ook wel met een hoofdletter geschreven.
Voor God wordt binnen het christendom ook het voornaamwoord Gij gebruikt, met hoofdletter.

## Varia
"U" is samen met het tussenwerpsel o een van de twee woorden in het Nederlands die slechts uit één letter bestaan.